# Синёв, Михаил Юрьевич
Михаи́л Ю́рьевич Синёв (21 июня 1972, Москва, СССР) — российский футболист, защитник. В составе «Рубина» (Казань) завоевал III место на чемпионате России (2003).

## Биография
Родился 21 июня 1972 года в Москве. Футболом начал заниматься в 7 лет. Первая команда — ЦСКА (Москва). В 2008 году играл за футбольный клуб «Урал» (Екатеринбург), после чего принял решение о завершении карьеры, позже поступил в институт спортивного менеджмента.

## Достижения
- Победитель первого дивизиона первенства России 2002.
- Бронзовый призёр высшей лиги 2003

## Статистика
- В высшей лиге СССР сыграл 1 матч.
- В высшем дивизионе чемпионата России сыграл 172 матча, в которых не забил ни одного мяча и ни разу не удалялся с поля (рекордный показатель по количеству сыгранных матчей и без голов, и без красных карточек).